# 이인한
이인한(李仁罕, 872년 ~ 934년)은 당나라 말기 ~ 오대 십국 시대 후량·후당의 군인이자 후촉의 대장으로, 자는 덕미(德美)이며 변주 진류현(陳留縣) 사람이다. 후촉의 개국황제 맹지상이 정권을 장악하기 위한 정벌에 큰 공헌을 하였다. 그러나 관직생활 막바지에 교만해지고 탐욕스러워져 맹지상의 아들이자 후계자인 맹창과 다른 고위 관리들이 그를 맹창의 통치에 위협이 되는 존재로 보기에 이르렀다. 그리하여 그들은 그를 잡아 죽였다.

## 생애

### 배경
이인한은 당 의종 연간 중의 872년에 진류(陳留, 지금의 허난성 카이펑시 샹푸구)에서 태어났다. 그는 생김새가 우람했다고 한다. 어느 때부터인가(구체적인 시점은 미상), 그는 당나라 말기 대군벌 선무군(宣武軍, 본부는 지금의 허난성 카이펑시에 있었고 진류는 이곳에 속해 있었다) 절도사 주전충 휘하의 소교(小校)로서 군 경력을 시작하였다.

### 초기 경력

#### 주전충휘하에서
902년, 주전충은 선무군·선의군(宣義軍, 본부는 지금의 허난성 안양시에 있었다)·천평군(天平軍, 본부는 지금의 산둥성 타이안시에 있었다)·호국군(護國軍, 본부는 지금의 산시성 윈청시에 있었다) 네 번진을 지배하는 대군벌이 되어 있었다. 이때 이인한은 주전충에 의해 아내(牙內, 절도사의 친위대)직으로 임용되었다.
그 해(902년) 연말, 당시의 황제 당소종은 당시의 권력 실세였던 환관 한전회가 이끄는 환관들에 의해 한전회의 맹우(盟友)인 군벌 이무정이 지배하던 봉상(鳳翔, 본부는 지금의 산시성 바오지시) 번진(藩鎭)에 강제로 끌려가서 이무정과 한전회의 통제하에 있었다. 주전충은 재상 최윤에 의해 당나라 수도 장안으로 소환되어, 소종이 있는 봉상 번진의 수도 봉상부(鳳翔府)를 포위하였다. 이때 이인한은 주전충군의 일원으로서 이 포위전에 종군한 것으로 보인다.
그 이듬해인 903년 초, 이무정을 이긴 주전충은 그로 하여금 자신에게 소종을 바치고 강화를 맺도록 강요하였고, 소종은 장안으로 돌아왔다. 이때 주전충은 이인한을 봉상부로 파견하여 소종을 찾아가 예물을 바치게 하였다.

#### 후량연간
907년, 주전충은 소종의 아들이자 후계자인 당애제에게서 선양받아 당나라를 종식시키고, 새로운 나라 후량을 세우고 태조로 즉위하였다. 이인한은 후량 태조를 계속 섬겼고, 태조 즉위 후에는 궁원사(宮苑使, 궁정 사무 담당 감독)·의란사(儀鑾使, 의장 담당 감독) 등의 사직(使職)에 보직되었다. 그 후, 그는 허주(許州, 지금의 허난성 쉬창시)·채주(蔡州, 지금의 허난성 주마뎬시)·화주(華州, 지금의 산시성 웨이난시) 3주의 마보군도지휘사(馬步軍都持揮使)를 역임하였다.

#### 후당연간
923년 후량의 숙적이었던 진왕 이존욱은 후당이라는 새 왕조의 황제를 자칭하고 장종으로 즉위하였다. 그리고 그 해 연말, 장종은 후량을 정복, 멸망시켰다. 이인한은 이후에도 후당에서 관직생활을 이어갔다. 그 후, 그는 925년 후당이 전촉을 멸망시킨 일전에 종군하였다. 이때 장종은 이인한에게 전촉 대정벌군 선봉군을 감독하게 하였다. 전촉 정복 후, 그 이듬해인 926년 1월, 후당의 전촉 대정벌군 총대장인 위왕(魏王) 이계급(장종의 아들)은 성도(멸망한 전촉의 수도)를 떠나 후당의 수도 낙양으로 돌아갈 준비를 하면서, 마보도지휘사(馬步都持揮使) 이인한·마군도지휘사(馬軍都持揮使) 반인사(潘仁嗣)·좌상도지휘사(左廂都持揮使) 조정은·우상도지휘사(右廂都持揮使) 장지업(이인한의 조카)·아내지휘사(牙內持揮使) 무장(武漳)·효예지휘사(驍銳持揮使) 이정후(李廷厚) 등의 몇몇 장수들이 지휘하는 분견대를 성도에 남겨 후당에서 새로 임명한 검남서천(劍南西川, 본부는 지금의 쓰촨성 청두시) 절도사 맹지상의 도착, 부임을 기다리게 하였다. 그 후 맹지상이 현지에 도착, 부임하자, 이인한과 이들 다른 장수들은 그의 지휘하에 들어갔을 것으로 보인다. 검남서천 번진에 부임한 맹지상은 후당 조정에 재가를 요청하여 이인한을 검남서천 번진의 마보군도지휘사에 제수하였다.
그 해(926년) 2월, 후당의 전촉 대정벌군의 선봉대장인 번한마보군도배진참작사(蕃漢馬步軍都排陳斬斫使) 겸 번한마보군도지휘사(蕃漢馬步軍都指揮使) 보의군(保義軍, 본부는 허난성 싼먼샤시에 있었다) 절도사 이소침이 반란을 일으켰다. 맹지상은 이인한에게 4만 명의 병력을 이끌고 가서 이소침군 공격에 참여하게 하였다. 나아가 맹지상은 이정후에게 2천 명의 병력을 이끌고 가서 이인한의 본대와 합류하게 하였다. 그들은 이계급이 반란 소식을 듣고 이소침군을 요격하기 위해 파견한 공부상서(工部尙書) 임환·검남동천(劍南東川, 본부는 지금의 쓰촨성 몐양시) 절도사 동장의 군대와 합류하여 이소침을 격파하였다. 그는 마침내 용맹하게 싸우기로 이름을 떨치게 되었다.